# Boeckella tanea
Boeckella tanea är en kräftdjursart som beskrevs av Chapman 1973. Boeckella tanea ingår i släktet Boeckella och familjen Centropagidae. Inga underarter finns listade i Catalogue of Life.